# Meteorus lindae
Meteorus lindae är en stekelart som beskrevs av Trevor Huddleston 1983. Meteorus lindae ingår i släktet Meteorus och familjen bracksteklar. Inga underarter finns listade i Catalogue of Life.